# Lago Keowee
Il lago Keowee è un lago artificiale americano in Carolina del Sud, situato sul territorio delle contee di Oconee e Pickens.
È stato creato per soddisfare le esigenze della Duke Energy e per scopi ricreativi pubblici.